# Can Rovira (Santa Oliva)
Can Rovira o Celler de Ca l'Alegret és un edifici protegit com a bé cultural d'interès local a la carretera de Santa Oliva, molt a prop del termenal amb el Vendrell. Es tracta de l'únic element arquitectònic santolivenc relacionat amb l'elaboració de vi que resta al municipi, amb un aspecte que recorda als grans cellers modernistes. La construcció principal és de planta rectangular i es troba envoltada de diverses edificacions de menor entitat, datades de finals del segle xix i construïdes per la família Alegret. Tot el conjunt és construït amb obra de maçoneria i relligada amb morter de calç, sense revestiment exterior. Hi ha elements constructius (cornises, pilastres, brancals d'obertures i arcs) fetes amb peces de maó massís. Destaca la forma curvilínia del coronament, que dona joc a tota la façana principal, seguit simètricament per un finestral de menors dimensions, centrat a la primera planta. Aquest mateix model de finestra apareix a les façanes laterals, totes situades a la primera planta. Una línia d'imposta amb decoració geomètrica dentada divideix la planta baixa del primer pis.